# Fútbol en Eslovenia
El fútbol es el deporte más popular en Eslovenia, al igual que lo era en la extinta Yugoslavia. La Federación Eslovena de Fútbol (NZS) es el máximo organismo del fútbol profesional en Eslovenia y fue fundada en 1920, aunque se afilió a la FIFA y a la UEFA en 1992. La NZS organiza la Prva SNL —la primera y máxima competición de liga del país— y la Copa de Eslovenia, y gestiona la selección nacional masculina y femenina. 
Eslovenia ya contaba con una liga propia durante la época en la que pertenecía a Yugoslavia. La Liga de Fútbol de la República de Eslovenia fue fundada en 1920, y el ND Ilirija Ljubljana fue el primer ganador, además de ser el equipo con más títulos con 14. A partir de 1946 la liga fue considerada de tercer nivel, y a partir de 1988 bajó un escalón más. NK Olimpija Ljubljana, NK Maribor y NK Nafta Lendava fueron los únicos equipos eslovenos que participaron en la Primera Liga de Yugoslavia.

## Competiciones oficiales entre clubes
- Prva SNL: es la primera división del fútbol esloveno. Fue fundada en 1991 y está compuesta por 10 clubes.
- Segunda Liga de Eslovenia: es la segunda división en el sistema de ligas esloveno. Está compuesta por 10 clubes, de los cuales uno asciende directamente a la Prva SNL, y el segundo clasificado disputa unos playoffs de ascenso con el penúltimo de la primera división.
- Tercera Liga de Eslovenia: es la tercera división en el sistema de ligas de Eslovenia. El número de clubes es de 28 equipos repartidos en dos ligas.
- Ligas Regionales de Eslovenia: es la cuarta división en el sistema de ligas de Eslovenia. Consiste en seis ligas y los ganadores ascienden a la tercera división.
- Copa de Eslovenia: es la copa nacional del fútbol esloveno, organizada por la Federación Eslovena de Fútbol y cuyo campeón tiene acceso a disputar la UEFA Europa League.
- Supercopa de Eslovenia: competición que enfrenta al campeón de la Prva SNL y al campeón de Copa.

## Sistema de ligas
| Level                             | Division                               | Division                               | Division                               | Division                               | Division                               | Division                               | Division                               | Division                               | Division                               |
| --------------------------------- | -------------------------------------- | -------------------------------------- | -------------------------------------- | -------------------------------------- | -------------------------------------- | -------------------------------------- | -------------------------------------- | -------------------------------------- | -------------------------------------- |
| 1                                 | Primera Liga de Eslovenia (10 equipos) | Primera Liga de Eslovenia (10 equipos) | Primera Liga de Eslovenia (10 equipos) | Primera Liga de Eslovenia (10 equipos) | Primera Liga de Eslovenia (10 equipos) | Primera Liga de Eslovenia (10 equipos) | Primera Liga de Eslovenia (10 equipos) | Primera Liga de Eslovenia (10 equipos) | Primera Liga de Eslovenia (10 equipos) |
| 2                                 | Segunda Liga de Eslovenia (16 equipos) | Segunda Liga de Eslovenia (16 equipos) | Segunda Liga de Eslovenia (16 equipos) | Segunda Liga de Eslovenia (16 equipos) | Segunda Liga de Eslovenia (16 equipos) | Segunda Liga de Eslovenia (16 equipos) | Segunda Liga de Eslovenia (16 equipos) | Segunda Liga de Eslovenia (16 equipos) | Segunda Liga de Eslovenia (16 equipos) |
| 3                                 | Tercera Liga de Eslovenia              | Tercera Liga de Eslovenia              | Tercera Liga de Eslovenia              | Tercera Liga de Eslovenia              | Tercera Liga de Eslovenia              | Tercera Liga de Eslovenia              | Tercera Liga de Eslovenia              | Tercera Liga de Eslovenia              | Tercera Liga de Eslovenia              |
| 3                                 | Oeste (14 clubs)                       | Oeste (14 clubs)                       | Oeste (14 clubs)                       | Oeste (14 clubs)                       | Este (12 clubs)                        | Este (12 clubs)                        | Este (12 clubs)                        | Este (12 clubs)                        | Este (12 clubs)                        |
| Ligas Intercomunales de Eslovenia |                                        |                                        |                                        |                                        |                                        |                                        |                                        |                                        |                                        |
| 4                                 | MNZ Koper                              | MNZ Nova Gorica                        | MNZG-Kranj                             | MNZ Ljubljana                          | MNZ Celje                              | MNZ Maribor                            | MNZ Ptuj                               | MNZ Lendava                            | MNZ Murska Sobota                      |
| 4                                 | Liga Litoral                           | Liga Litoral                           | Upper Carniola League                  | Liga Regional de Ljubljana             | Golgeter Intercommunal League          | 1. MNZ League                          | Super Liga                             | Liga de Pomurska                       | Liga de Pomurska                       |
| 5                                 | N/A                                    | N/A                                    | N/A                                    | MNZ League                             | N/A                                    | 2. MNZ League                          | 1. Class                               | MNL League                             | 1. MNL League                          |
| 6                                 | N/A                                    | N/A                                    | N/A                                    | N/A                                    | N/A                                    | N/A                                    | 2. Class                               | N/A                                    | 2. MNL League                          |

## Selecciones de fútbol de Eslovenia

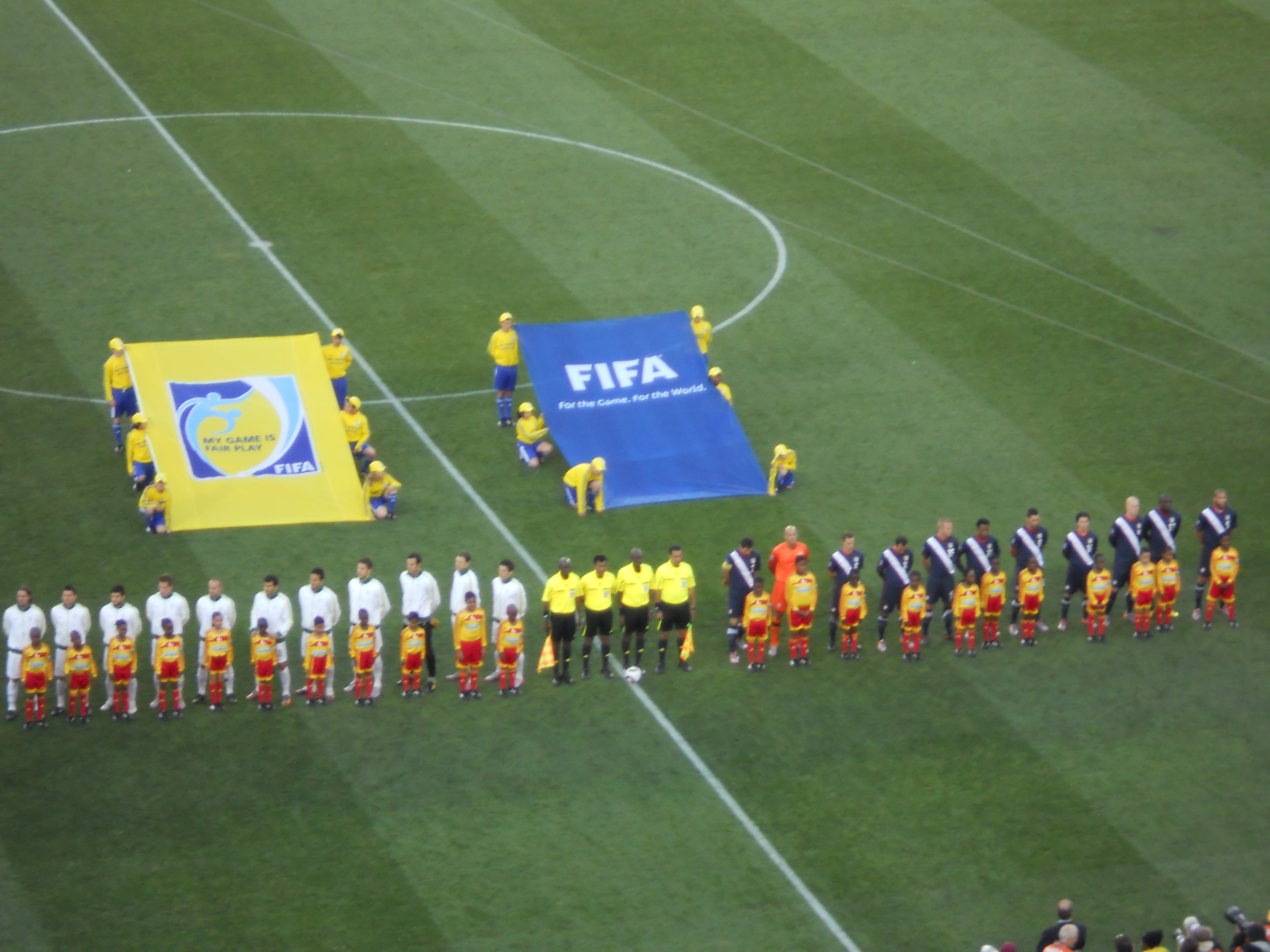
La selección eslovena en un partido ante en el Mundial de 2010.

### Selección absoluta de Eslovenia
La selección de Eslovenia, en sus distintas categorías está controlada por la Federación Eslovena de Fútbol.
El equipo esloveno disputó su primer partido oficial el 3 de junio de 1992 en Tallin ante Estonia, partido que se resolvió con 1-1.
Eslovenia ha logrado clasificarse para dos Copas del Mundo de la FIFA y una Eurocopa. La selección eslovena ha caído eliminada a las primeras de cambio en los tres grandes torneos internacionales que ha disputado. Zlatko Zahovič, con 80 internacionalidades, es el jugador que más veces ha vestido la camiseta de la selección nacional.

### Selección femenina de Eslovenia
La selección femenina debutó el 25 de septiembre de 1993 ante la selección de Inglaterra en un partido que ganaron las inglesas por 0-10 en Liubliana. La selección femenina de Eslovenia aún no ha participado en una fase final de la Copa del Mundo o de la Eurocopa.